# Vojtěch Hruban
Vojtěch Hruban (nacido el 29 de agosto de 1989 en Praga, República Checa) es un jugador profesional de baloncesto checo. Actualmente milita en el Scafati Basket de la Lega Basket Serie A italiana, y forma parte de la Selección de baloncesto de la República Checa.

## Trayectoria
Es un alero natural de Praga formado en el USK Praha, en el que jugaría desde 2006 a 2012.
En 2012, firma por el CEZ Nymburk con el que lograría 10 títulos de la Národní Basketbalová Liga (desde 2013 a 2022) y 6 torneos de la Copa de baloncesto de República Checa (2013 y desde 2017 a 2021). En la temporada 2013-14, fue nombrado mejor jugador de la VTB League.
En la temporada 2021-22, se convierte en máximo anotador de la Liga de Campeones de Baloncesto 2021-22. En julio de 2022 firmó con los London Lions de la British Basketball League.
El 20 de julio de 2023 fichó por el Cholet Basket de la LNB Pro A francesa.
El 6 de octubre de 2024, Hruban fichó por el Scafati Basket de la Lega Basket Serie A italiana.

### Selección nacional
Es internacional por la Selección de baloncesto de la República Checa con la que debutó en 2010. 
Vojtěch disputó el Eurobasket 2015, Eurobasket 2017 y Copa Mundial de Baloncesto de 2019.
En septiembre de 2022 disputó con el combinado absoluto checo el EuroBasket 2022, finalizando en decimosexta posición.